# Château de Quintigny
Le château de Quintigny est un château de style maison forte médiévale, de l'ancienne seigneurie de Quintigny du XIIIe siècle, dans le vignoble du Jura, dans le Jura en Bourgogne-Franche-Comté. Actuel domaine viticole privé, il est inscrit aux monuments historiques depuis le 15 avril 1987.

## Historique
Cette ancienne maison forte de seigneurie, vassale de la seigneurie de L'Étoile voisine, est construite à 3 km au nord-ouest de L'Étoile, et 9 km au nord-est de Lons-le-Saunier. Les plus anciennes traces écrites retrouvées à ce jour, du village et du château, datent de 1290 et de 1358.

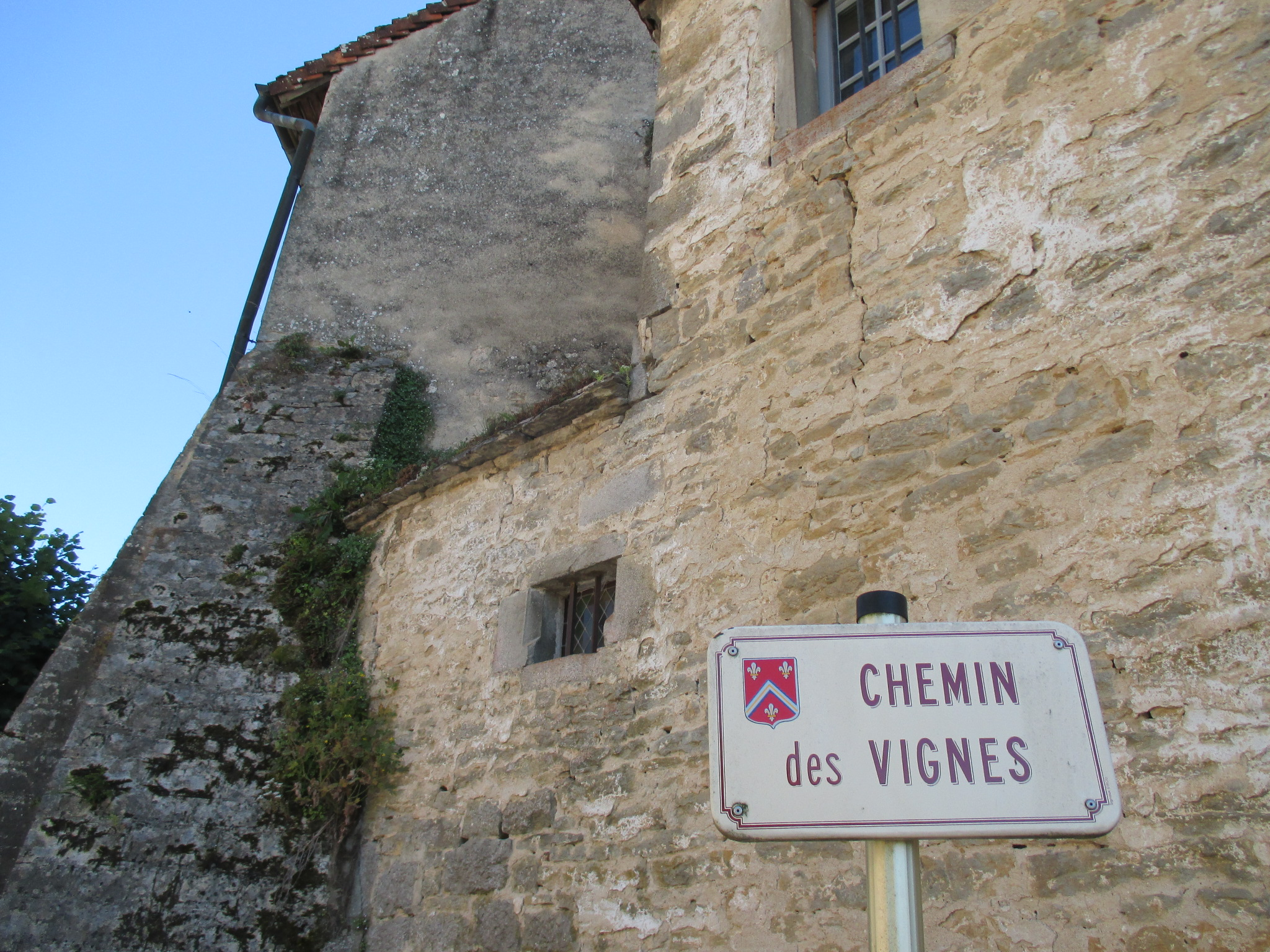
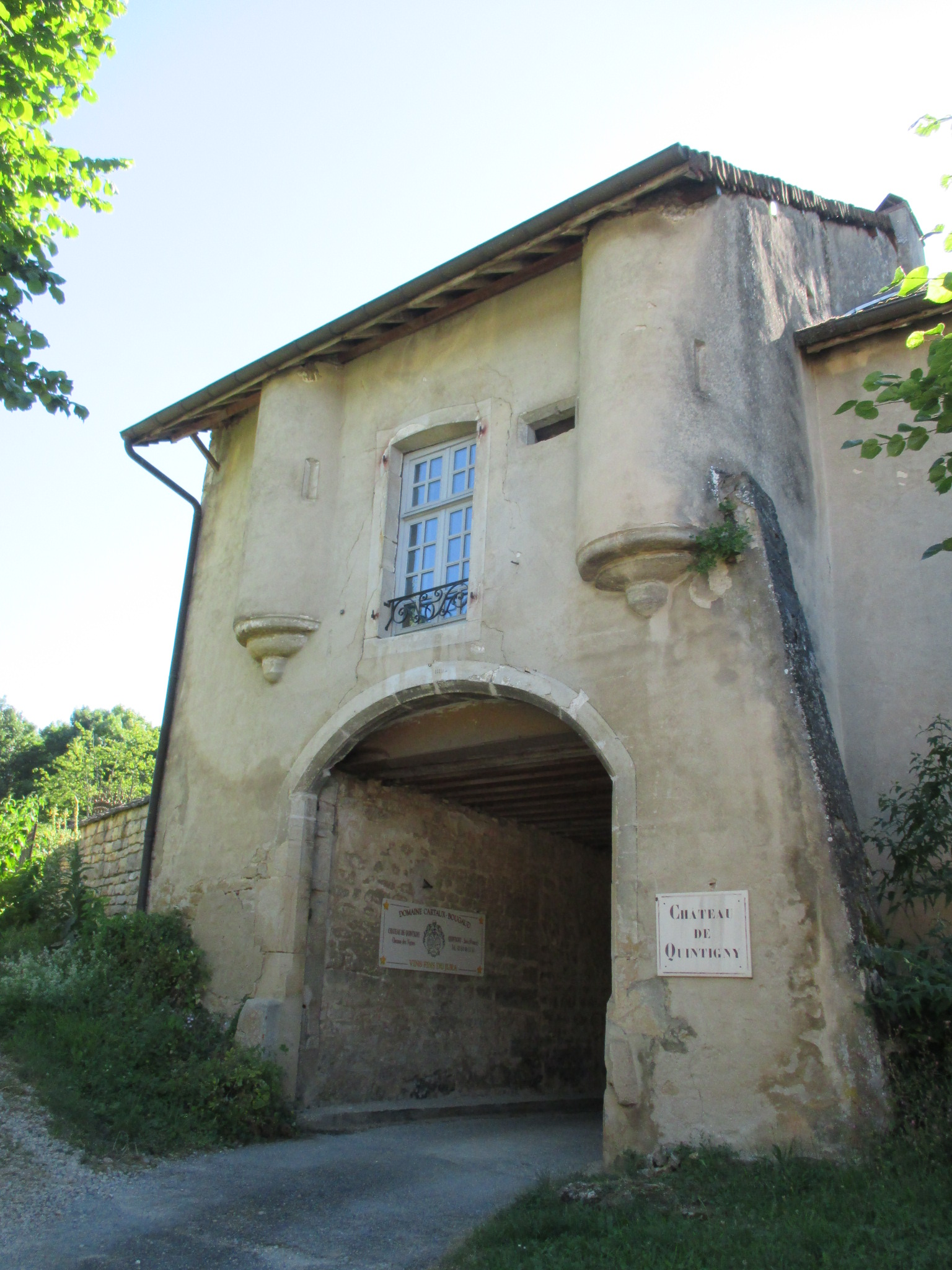
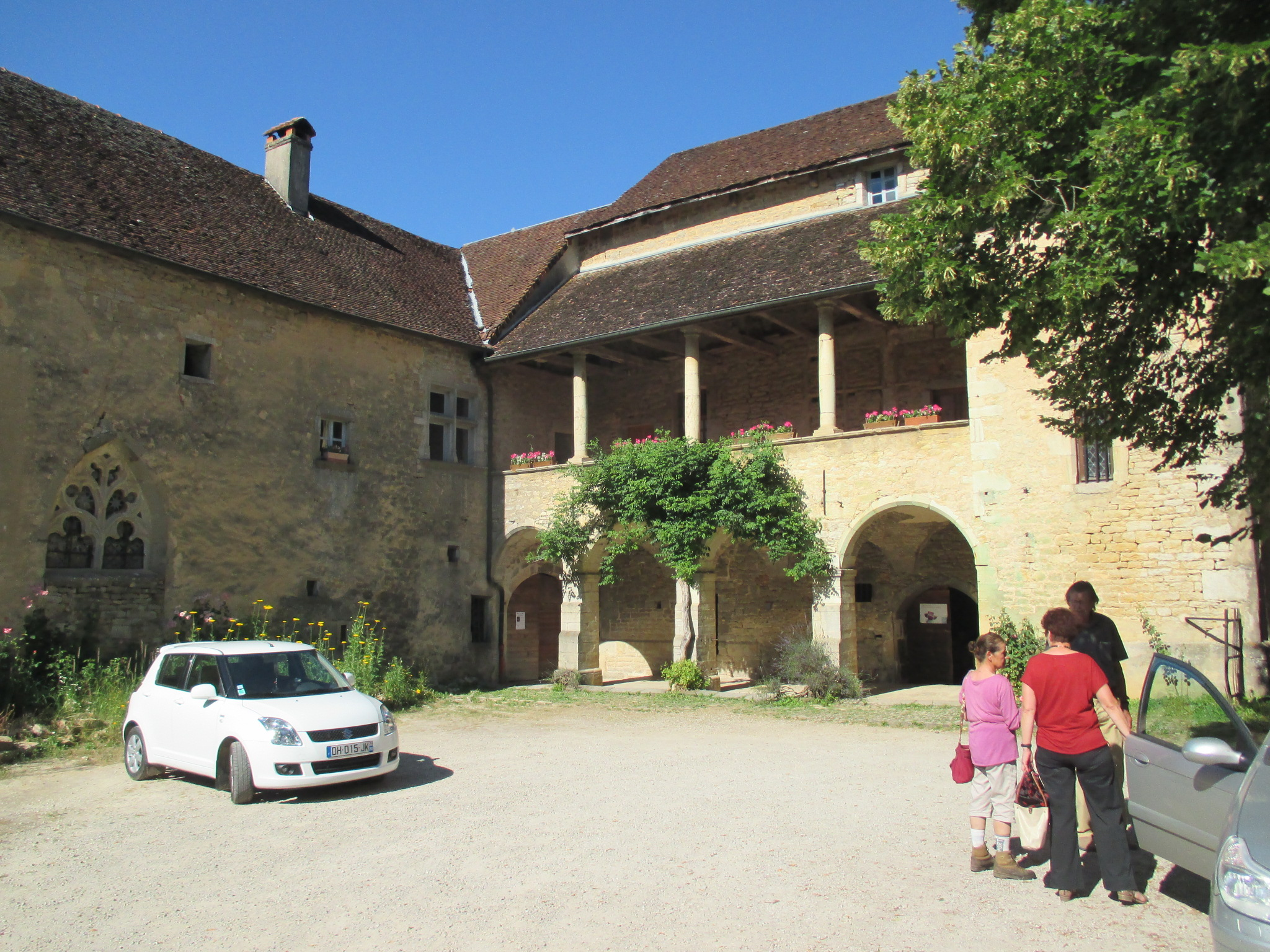
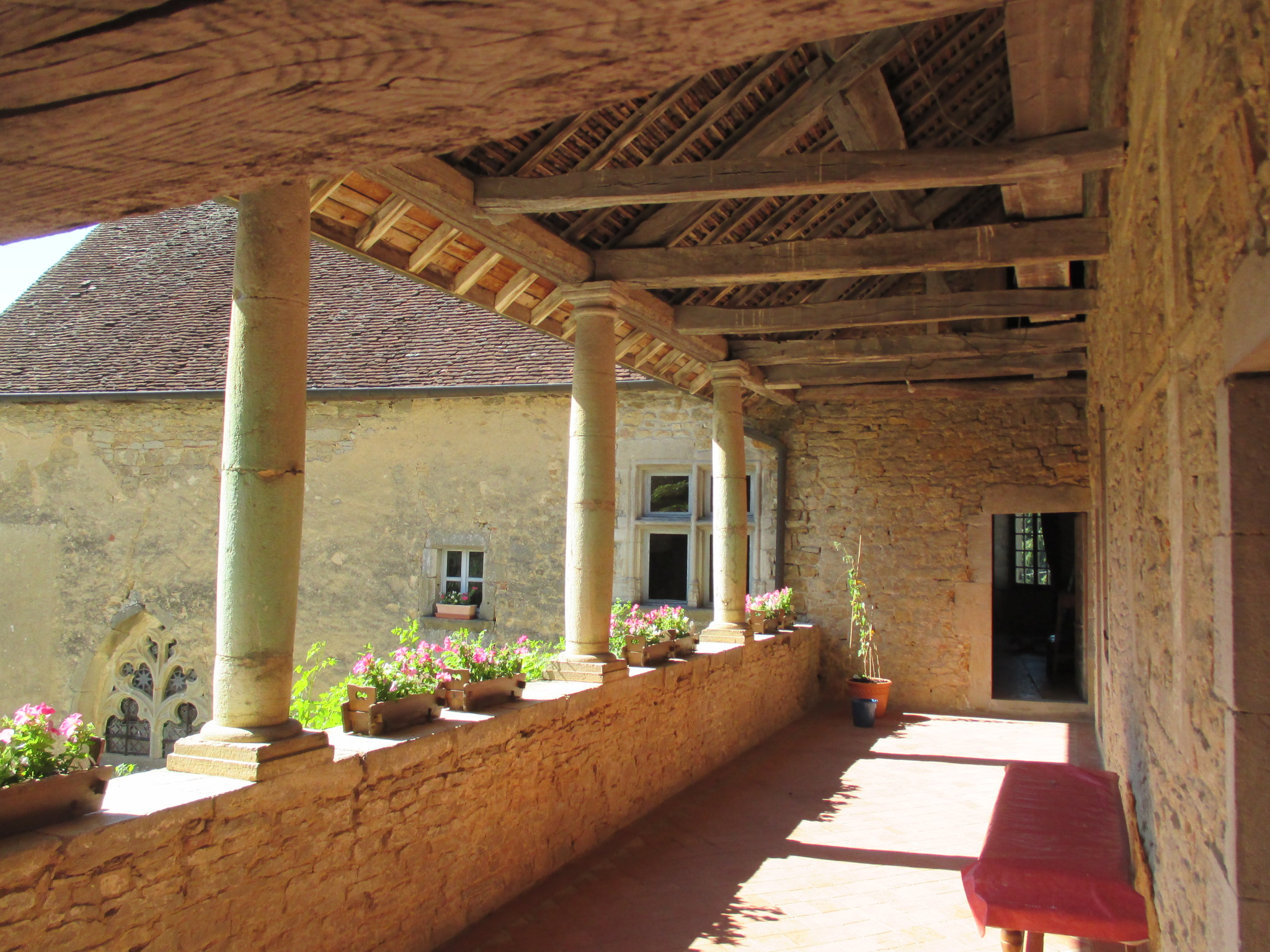

Le château se compose d'une cour centrale ouverte sur le vignoble, bordée sur trois côtés, d'un logis seigneurial avec portail voûté surmonté de deux tourelles en encorbellement, d'une chapelle, et de dépendances agricoles..., sur un ancien domaine de 7 hectares, avec domaine forestier, vignoble, jardin potager, verger, élevage de bétail...

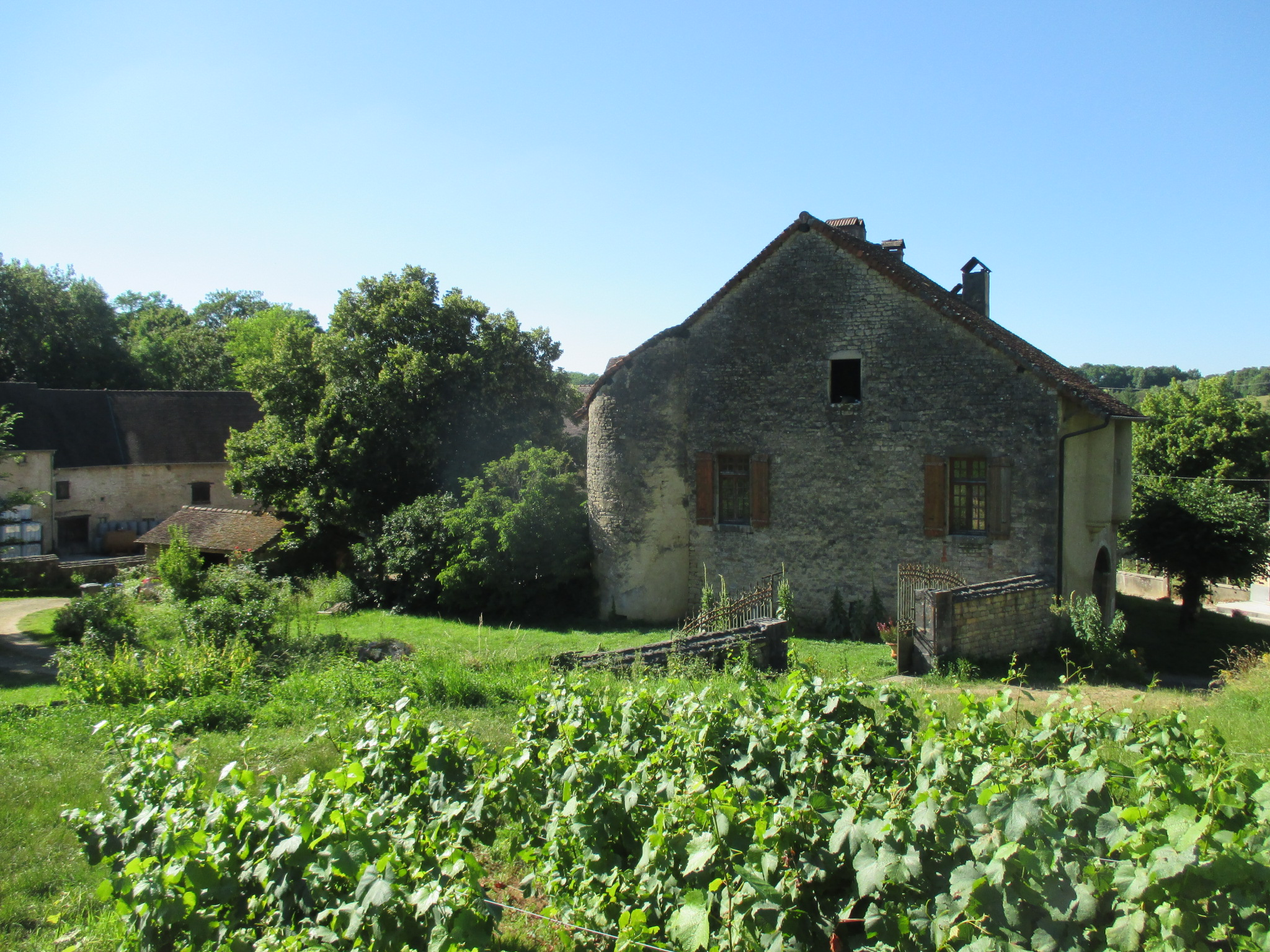
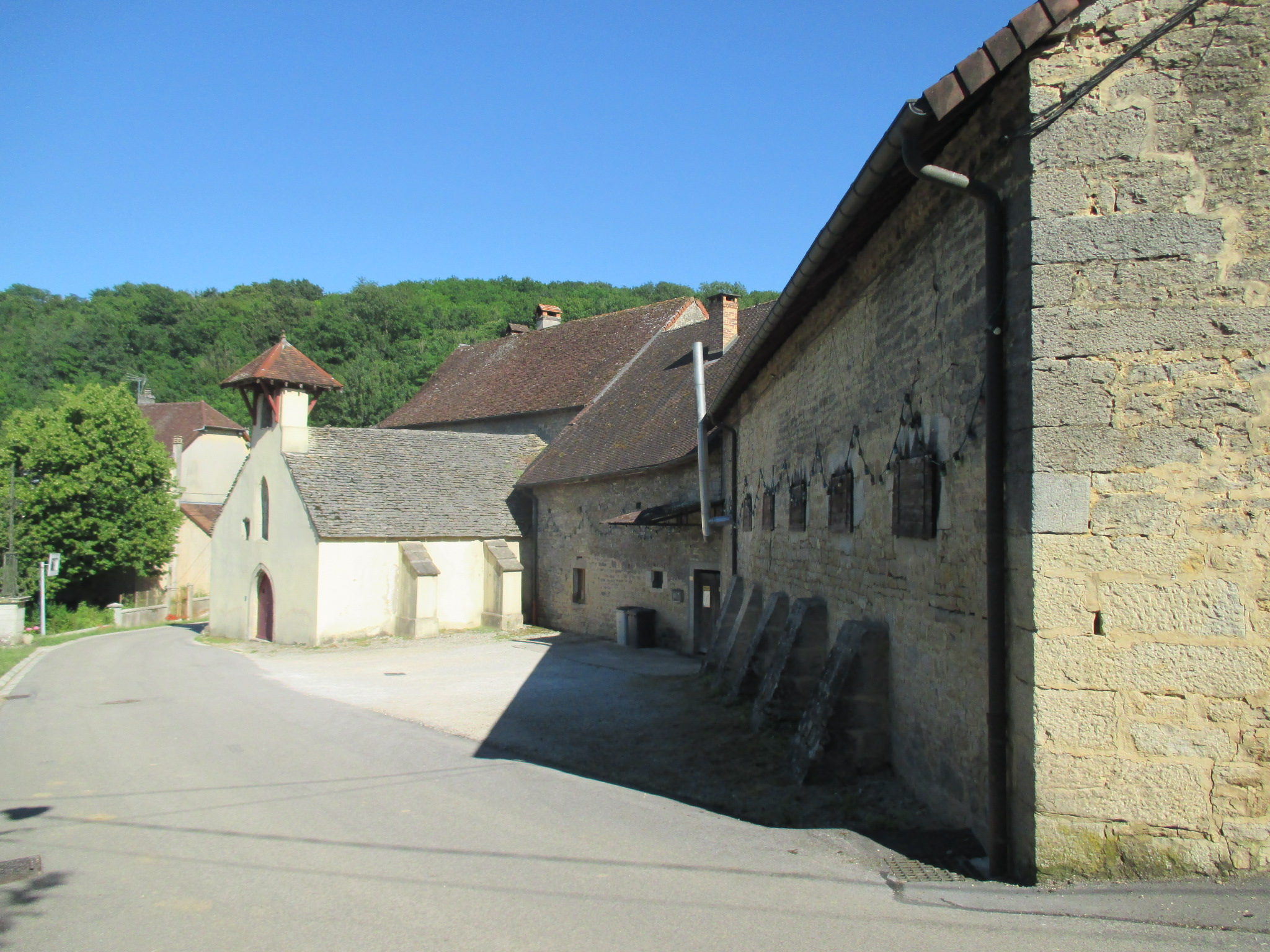
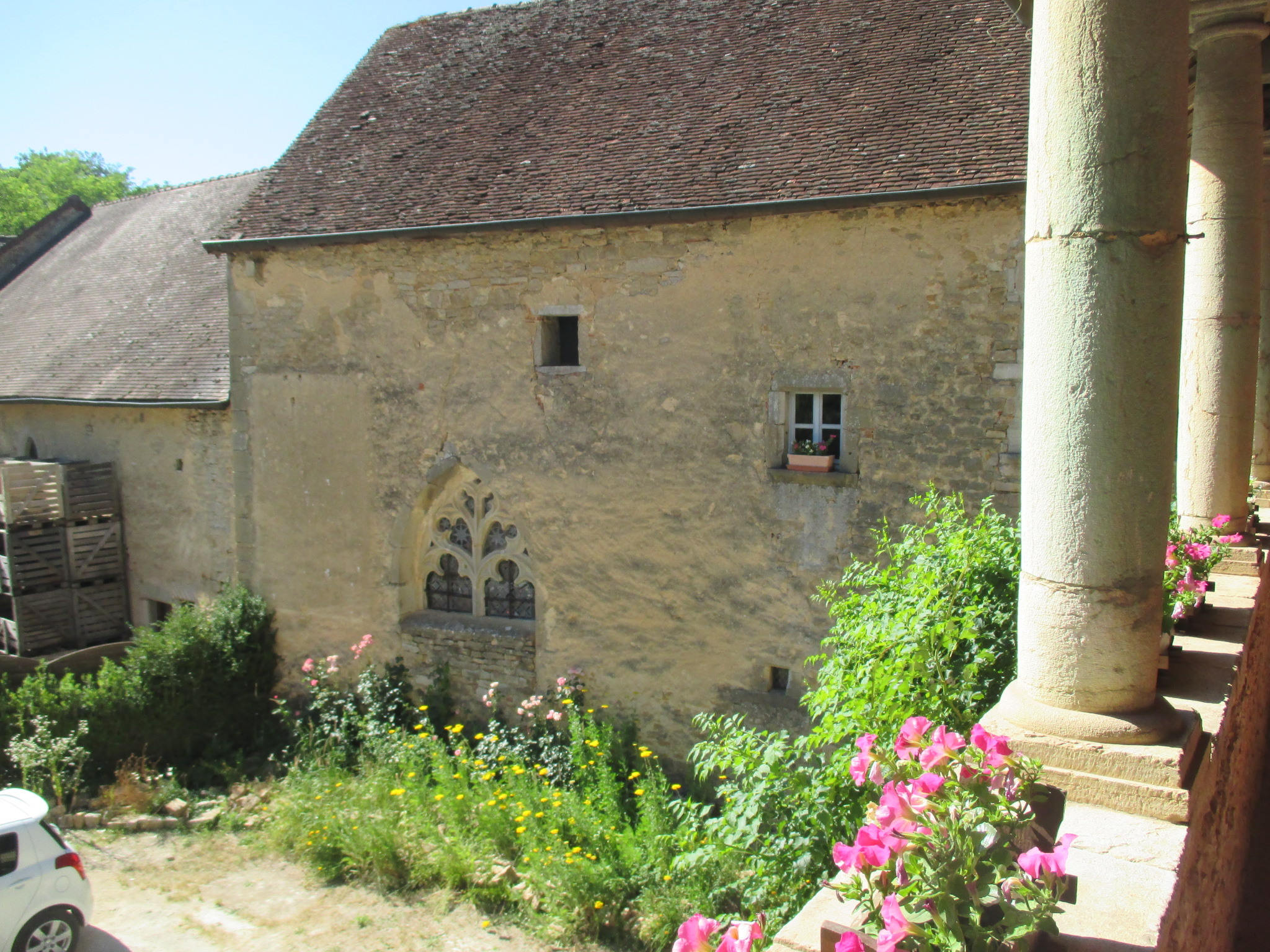
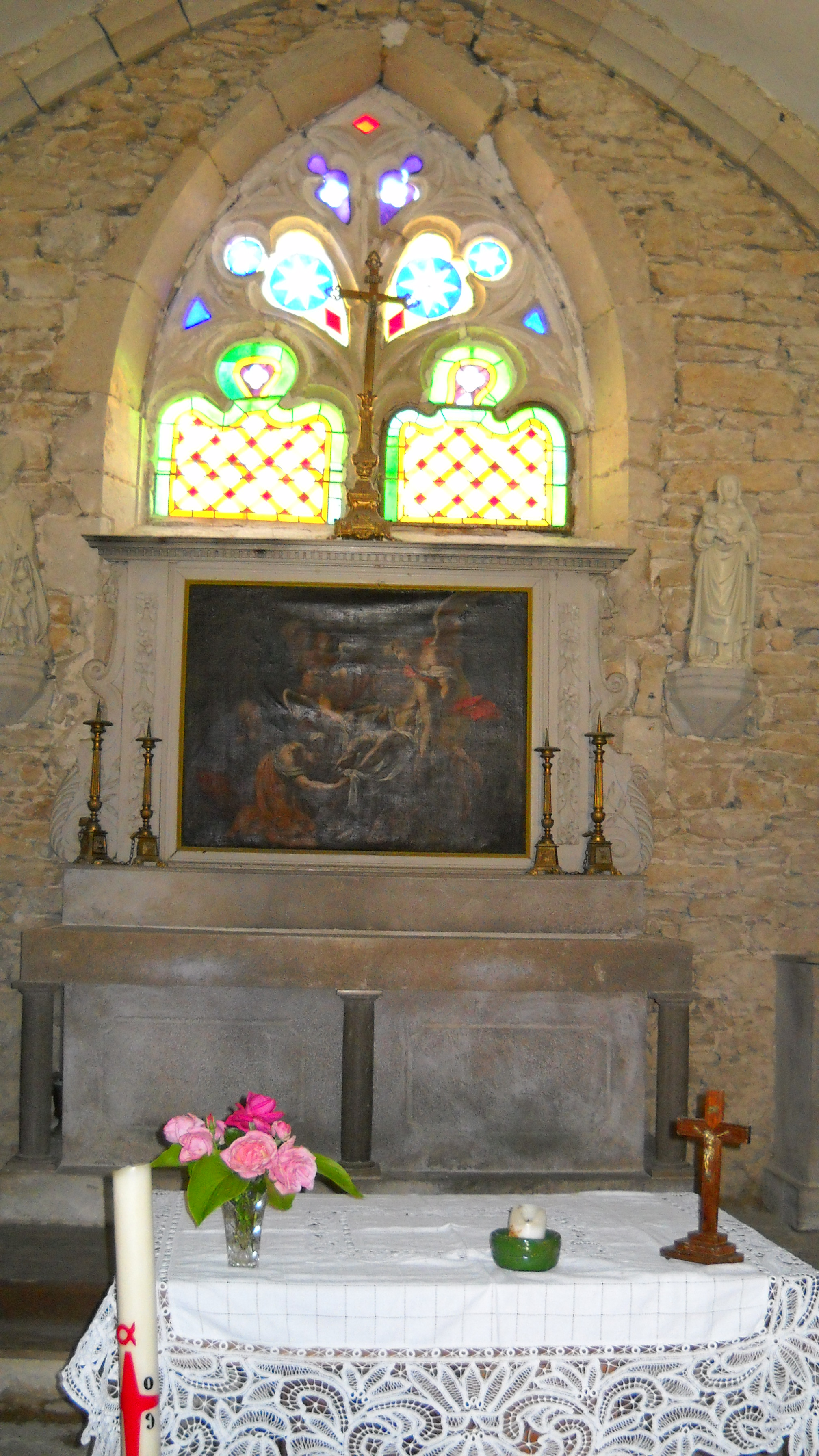

La chapelle, dédiée à saint Claude, est éclairée par une fenêtre en ogive de style gothique flamboyant, et fait office à ce jour d'église du village.

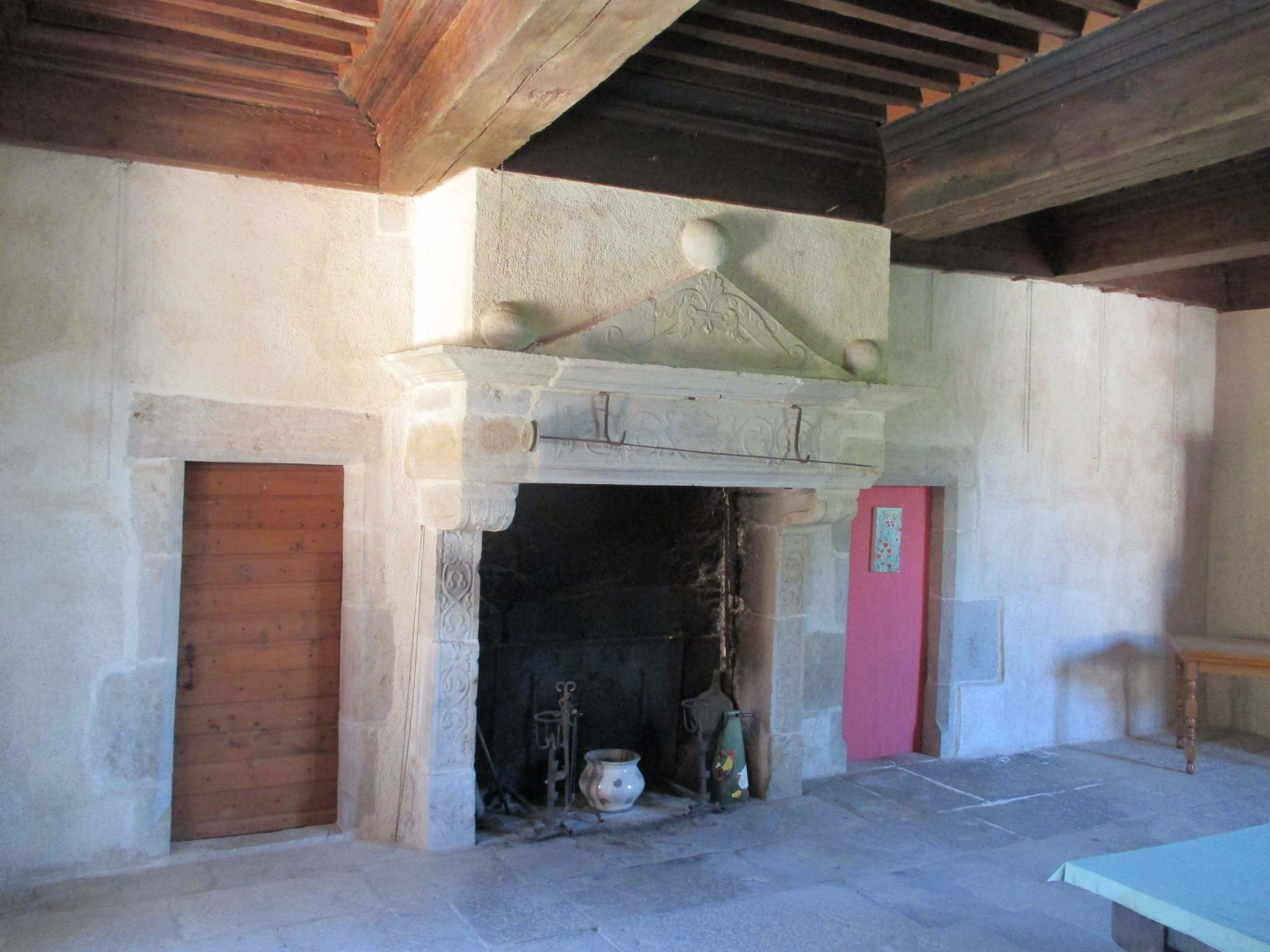
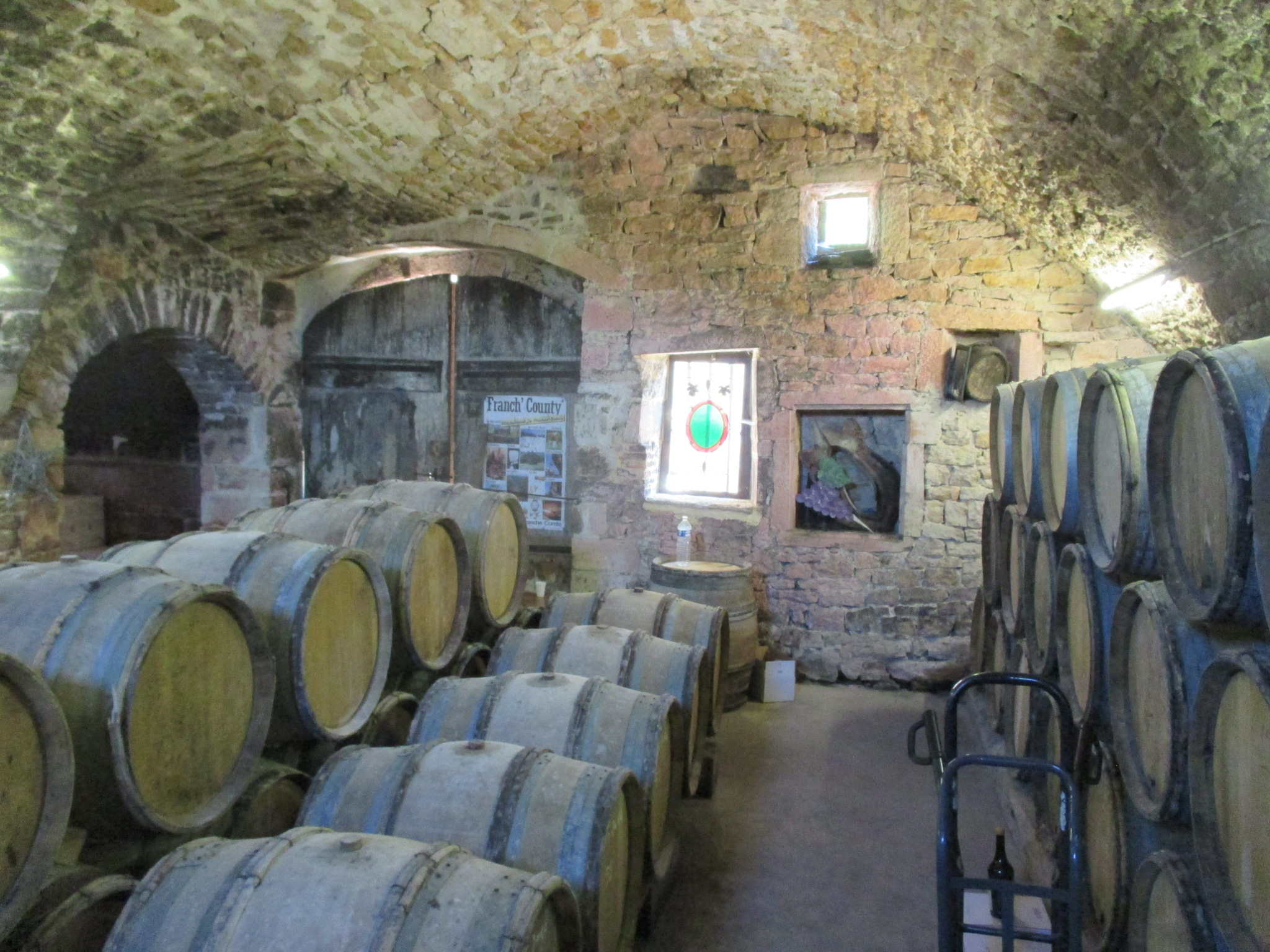
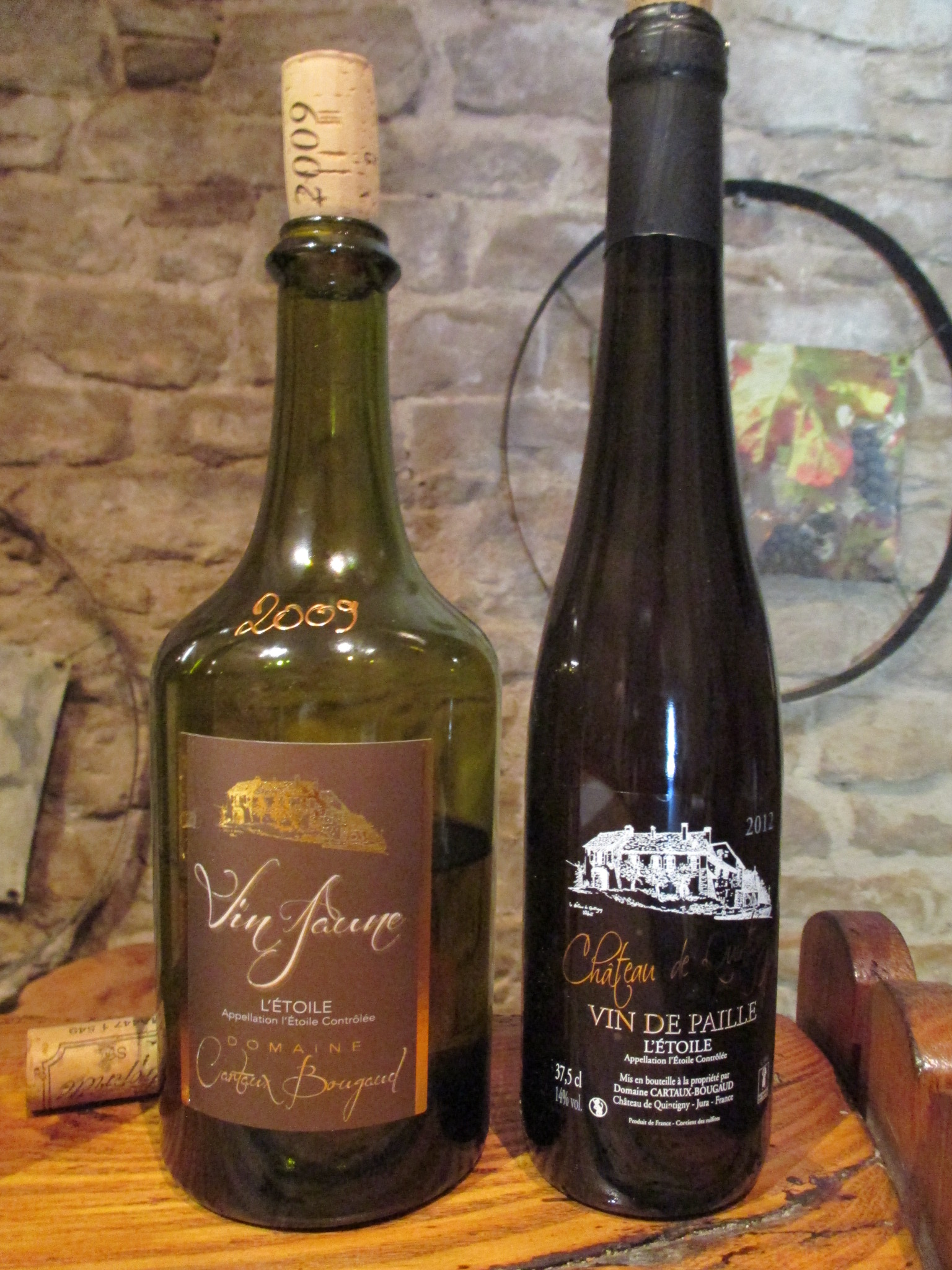
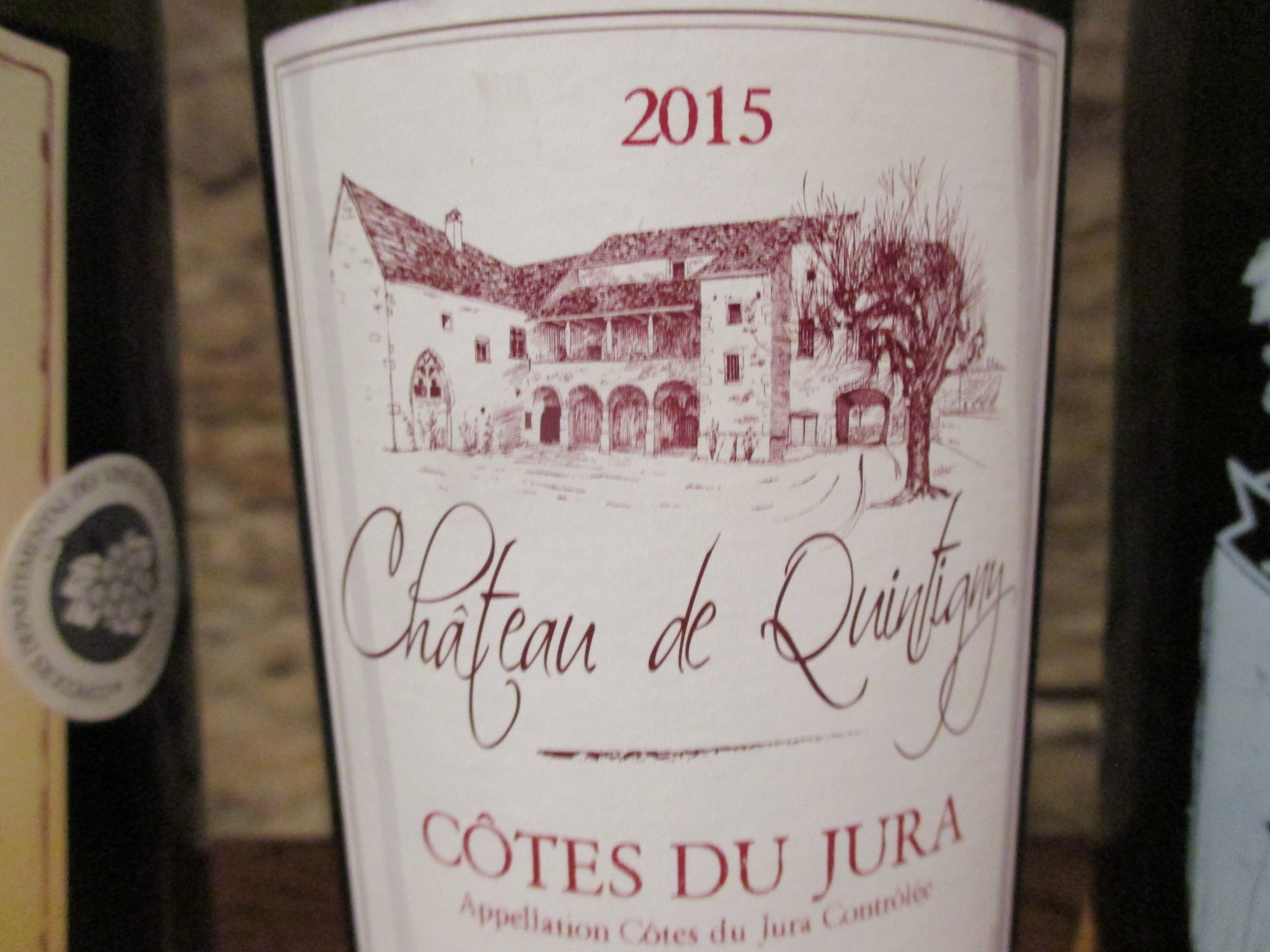

Le château est à ce jour un domaine viticole privé, du vignoble L'étoile (AOC), du vignoble du Jura.

## Liste de quelques seigneurs de Quintigny[2]
- Jean de Jauche, dit Bouton, chevalier, seigneur de Saligny, époux de Jeanne de Champagne
- Huguenin Bouton, écuyer, fils aîné du précédent, seigneur de Quintigny, sans postérité
- Guillaume Bouton, frère héritier du précédent, écuyer, seigneur de Quintigny, Saligny, Varennes-Saint-Sauveur et de la Barre, marié à Jeanne de Montmoret, avec une fille héritière unique
- Jeanne Bouton, dame de la Barre et de Quintigny, fille des précédents, mariée à N. de Sainte-Croix, seigneur de Clémencey, dont elle a deux enfants, Jean et Jeanne de Sainte-Croix, cohéritiers de leur père en 1431
- Famille Desprez, acquisition au XVIe siècle de la seigneurie de Quintigny
- Guillemette Joubard de Quintigny, dans les années 1600, et son héritier Claude Déprel, écuyer
- Joachim de Beaurepaire, acquisition du fief vers 1670
- Alexandre de Fauchier, marquis de Lullin, et Antoine de Mailly-Château-Renaud le possédait quelques années avant la Révolution française de 1789.

## Héraldique
| Blason de Quintigny | Blason  | De gueules au chevron ondé cousu d'azur, chargé d'un chevron d'argent surchargé d'un chevron en filet d'or, le tout accompagné de trois fleurs de lis d'argent, la traverse et les arêtes d'or. |
| Blason de Quintigny | Détails | Le statut officiel du blason reste à déterminer. |